# Maman Abdurahman
Maman Abdurahman (ur. 12 maja 1982 w Dżakarcie) – piłkarz indonezyjski grający na pozycji obrońcy.

## Kariera klubowa
Karierę piłkarską Abdurahman rozpoczął w klubie PS PAM Jaya, a następnie był zawodnikiem Persijatim Junior. W 2001 roku odszedł do Sriwijaya FC, znanego wówczas pod nazwą Persijatim Sriwijaya. W jego barwach zadebiutował w indonezyjskiej pierwszej lidze. W 2005 roku odszedł do zespołu PSIS Semarang. W 2006 roku jako zawodnik tego klubu został uznany Piłkarzem Sezonu w lidze indonezyjskiej. Latem 2008 roku przeszedł z PSIS do Persibu Bandung. W latach 2013–2014 ponownie był zawodnikiem Sriwijaya FC. W 2015 przeszedł do klubu Persita Tangerang.

## Kariera reprezentacyjna
W reprezentacji Indonezji Abdurahman zadebiutował w 2006 roku. W 2007 roku został powołany przez selekcjonera Iwana Kolewa do kadry na Puchar Azji 2007. Na tym turnieju rozegrał 3 spotkania: z Bahrajnem (2:1), z Arabią Saudyjską (1:2) i z Koreą Południową (0:1).